# Людвище
Лю́двище — село в Україні, у Шумській міській громаді Кременецького району Тернопільської області. Розташоване на річці Корчівка, на заході району. До 2020 адміністративний центр Людвищенської сільської ради.
Населення — 820 осіб (2003).
Поблизу села виявлено археологічні пам'ятки доби неоліту, бронзи та давньоруської культури.

## Історія
Перша писемна згадка — 21 липня 1545 як власність П. Людвинського.
У 1919 році під час придушення повстання проти польської окупації 9 його учасників розстріляли, близько 120 будинків спалили. 
1 жовтня 1933 року утворено ґміну Угорськ Кременецького повіту і село включено до неї.
Частково спалене під час нім.-нацист. окупації.
12 червня 2020 року, відповідно до розпорядження Кабінету Міністрів України № 724-р «Про визначення адміністративних центрів та затвердження територій територіальних громад Тернопільської області» село увійшло до складу Шумської міської громади.
19 липня 2020 року, в результаті адміністративно-територіальної реформи та ліквідації Шумського району, село увійшло до складу Кременецького району.

## Населення

### Мова
Розподіл населення за рідною мовою за даними перепису 2001 року:
| Мова       | Кількість | Відсоток |
| ---------- | --------- | -------- |
| українська | 825       | 99.52%   |
| російська  | 4         | 0.48%    |
| Усього     | 829       | 100%     |

## Пам'ятки

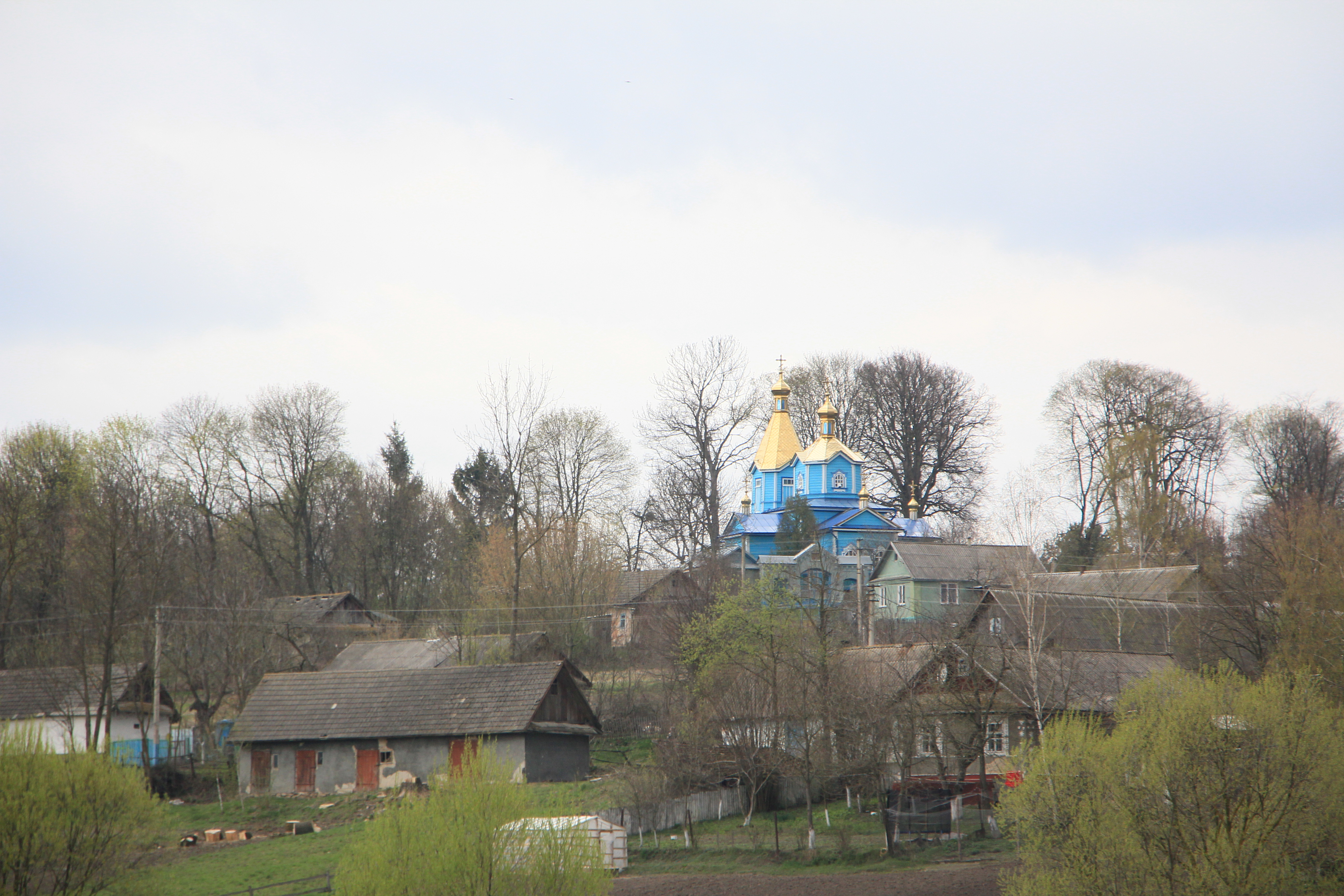
Дерев'яна церква

Є церква Різдва Пресвятої Богородиці (1880), капличка.
Загальнозоологічний заказник місцевого значення Людвище.
Споруджено пам'ятники Богданові Хмельницькому (1967), воїнам-односельцям, полеглим у німецько-радянській війні (1985).
15 листопада 2014 року на околиці села на місці, де був убитий курінний УПА-Південь Ананій Оксентійович Присяжнюк («Герасим»), встановлено та освячено хрест і пам'ятна плита.

## Транспорт
Через село проходить автошлях Р26.

## Соціальна сфера
Діють Людвищенський навчально-виховний комплекс "Загальноосвітній навчальний заклад І-ІІ ступенів- дошкільний навчальний заклад", клуб (не працює з 2021 р.), бібліотека, дошкільний заклад, ФАП, відділення зв'язку, торговельні заклади "Чернігівське" та "Нон Стоп".

## Відомі люди

### Народилися
- Микола Римар - український вчений в галузі економіки, доктор економічних наук.

## Галерея

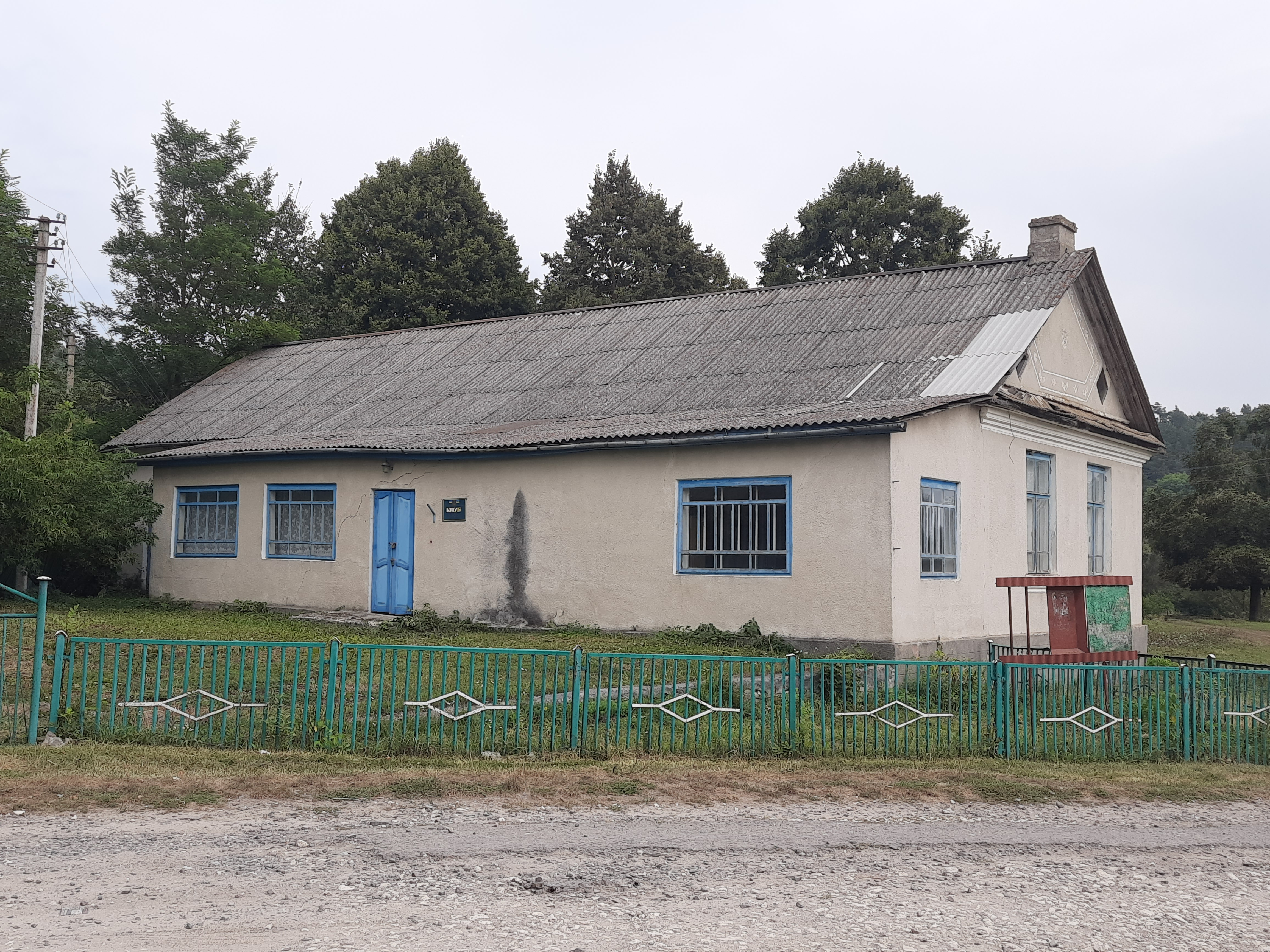
Клуб
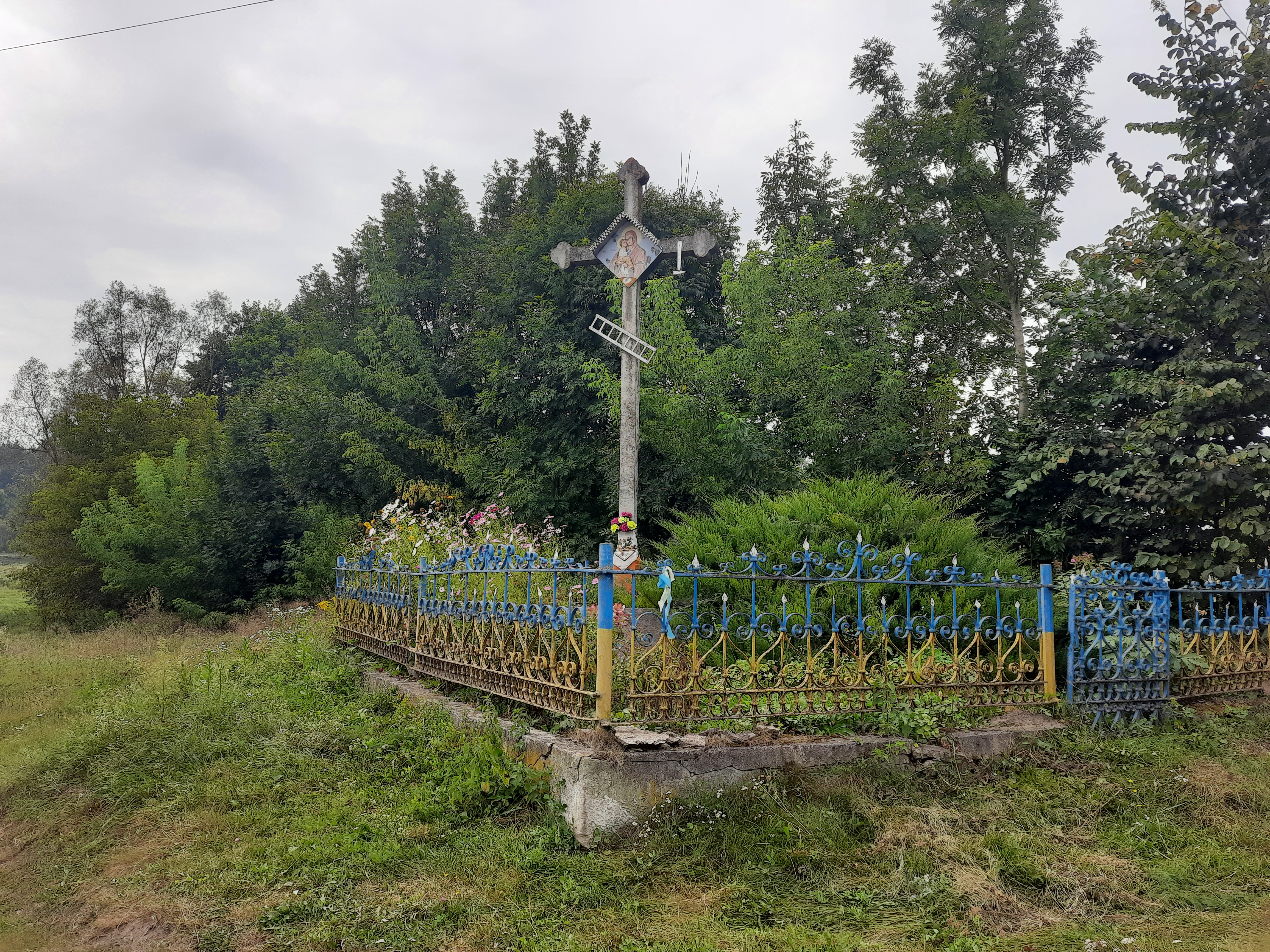
Пам'ятний хрест
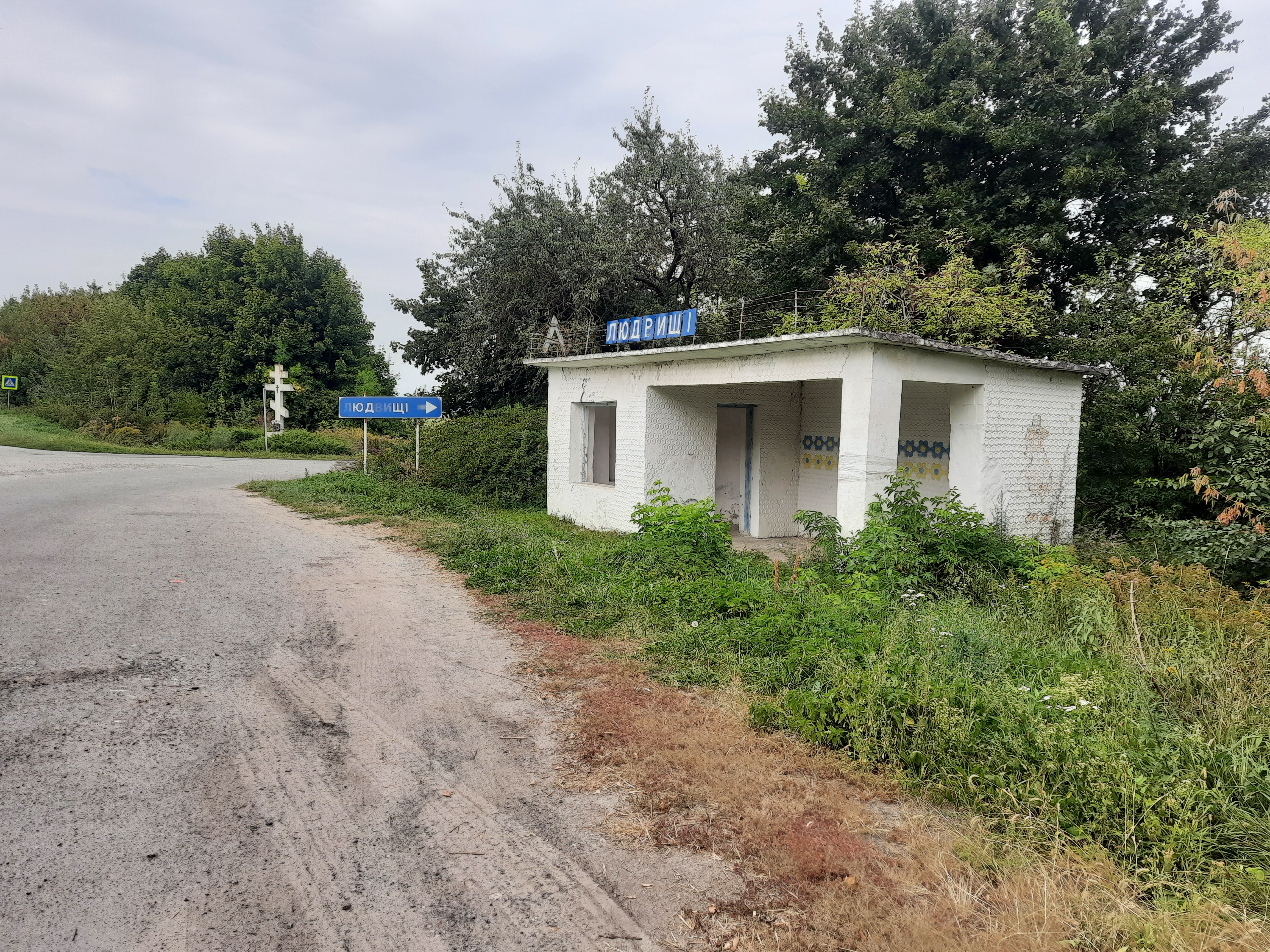
Автобусна зупинка біля села